# The Toe (Nelson Island)
The Toe (englisch für Die Zehe; in Argentinien Punta Dedo ‚Fingerspitze‘) ist eine Landspitze im Westen von Nelson Island im Archipel der Südlichen Shetlandinseln. Sie liegt zwischen der Einfahrt der Harmony Cove im Nordwesten und der Varvara Cove im Südosten.
Wissenschaftler der britischen Discovery Investigations kartierten die Landspitze 1935. Vermutlich geht auch die deskriptive Benennung auf sie zurück.